# Sint Annahofje (Leiden)

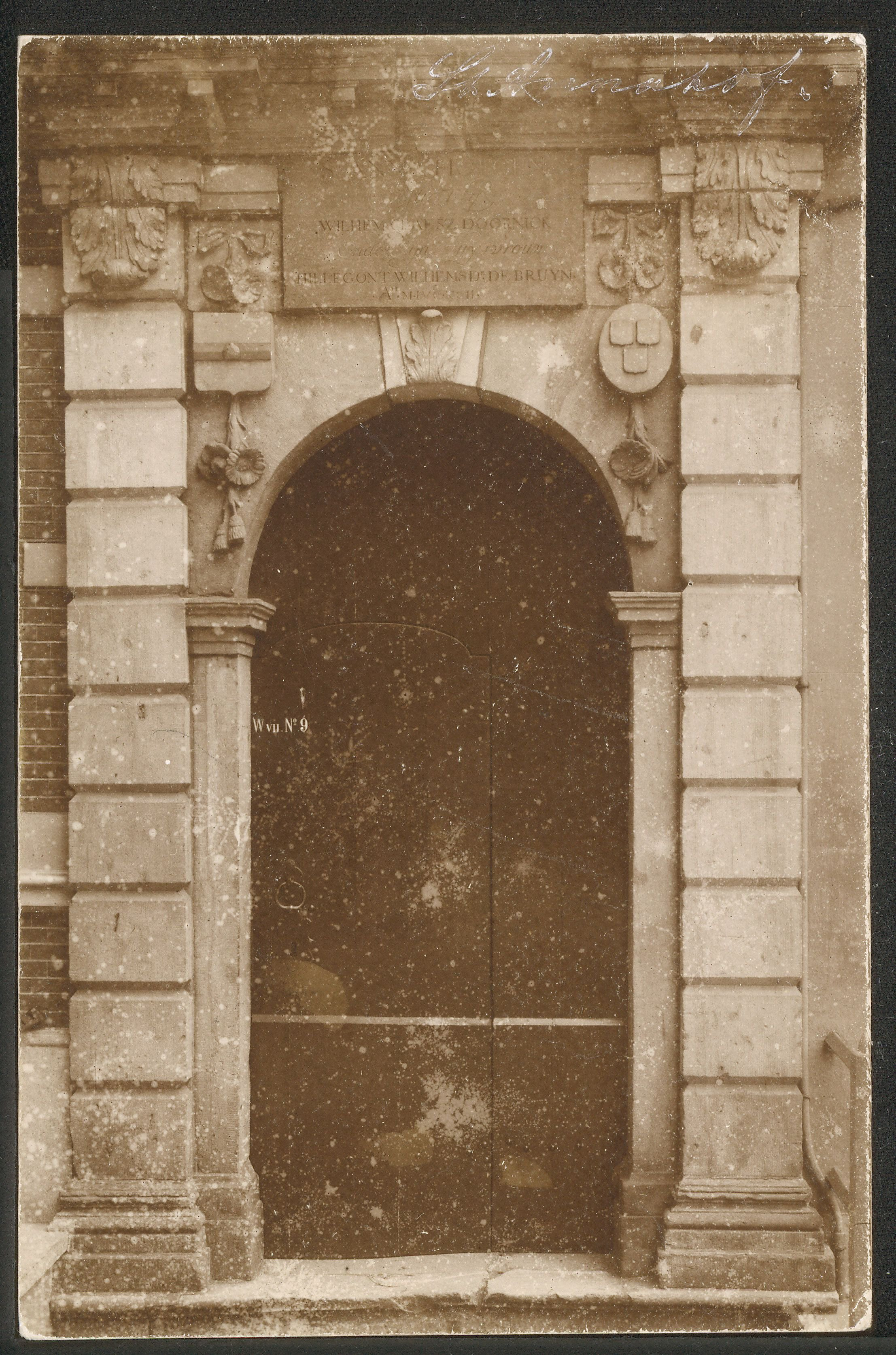
Toegangspoort aan de Hooigracht

Het Sint Annahofje, ook wel Sint Anna Aalmoeshuis, is een hofje in de binnenstad van de Nederlandse stad Leiden, in de provincie Zuid-Holland. Het behoort tot de Top 100 van de Rijksdienst voor de Monumentenzorg.

## Stichting
Het hofje is naar de heilige Anna vernoemd. Het is in 1492 gesticht, op het erf achter het huis van de een jaar eerder overleden Leidse brouwer Willem Claesz aan de Hooigracht. Willem Claesz had daar reeds in 1487 een complex huizen gekocht. De ingang bevindt zich aan de Middelstegracht. De stichters van het hofje, dat plaats bood aan 13 vrouwen, waren Willem Willemsz en Clemense Willemsdr, mede namens de overleden Sophie Willemsdr, alle drie kinderen van Willem Claesz en diens echtgenote Hillegont Willemsdochter. De stichting van het hofje was een testamentaire wens van het echtpaar. Het bestuur van het hofje werd opgedragen aan de nazaten van de stichters en het kapittel van Sint Pancras; de familie nam later de achternaam Van Thorenvliet (Torenvliet, Thoornvliet) aan.

## Kapel
Het hofje bezit een eigen laat-middeleeuwse kapel, hetgeen bij de stichting onenigheid opwekte met het Leidse Sint Pancras kapittel. De ruzie werd in 1507 beslecht, waarna de stichting pas officieel plaatsvond. Bijzonder aan de kapel is dat het interieur de Beeldenstorm van 1566 ongeschonden heeft overleefd. In de kapel bevindt zich nog altijd een origineel altaarstuk: een drieluik met de Aanbidding der Koningen, uit het atelier van de Antwerpse schilder Pieter Coecke van Aelst (1502 - 1550). In de ramen van de kapel bevindt zich een aantal van de oudste gebrandschilderde glazen van Nederland: verschillende wapenmedaillons die dateren uit 1492.
Rond 1685 werd het hofje gerestaureerd en van een ingangspoort en -gebouw voorzien. In 1939 werd het vanwege de slechte bouwkundige staat voor een groot deel afgebroken en herbouwd, waarbij de oude materialen zo veel mogelijk zijn hergebruikt. De kapel is nog wel origineel.

## Wetenswaardigheden
Het hofje staat in de Top 100 van de Rijksdienst voor de Monumentenzorg, waar ten onrechte staat dat het uit de 14e eeuw zou dateren.
Het archief van het hofje, dat vrijwel volledig bewaard is van 1507 tot 1958, bevindt zich bij het Regionaal Archief Leiden.